# هانس مول
هانس مول (انگلیسی: Hans Mol; ۱۴ فوریهٔ ۱۹۲۲ – ۲۶ نوامبر ۲۰۱۷) جامعه‌شناس، و استاد دانشگاه در دانشگاه مک‌مستر، رئیس انجمن بین‌المللی جامعه‌شناسی اهل پادشاهی هلند بود.

## سهم جامعه شناختی
مول بیشتر به خاطر نظریه هویت دینی اش که در کتاب «هویت و امر مقدس» در سال ۱۹۷۶ بیان شد، شناخته شده‌است. این کتاب اغلب به عنوان طرح اولین نظریه کلی دین که در آن مفهوم هویت محوری است، یاد می‌شود. از نظر مول، هویت عنصری اساسی برای تجربه بشری است؛ بنابراین، نظریه دین او با «هویت» به عنوان احساس ثبات، نظم و مکان در یک محیط بالقوه آشفته آغاز می‌شود.